# GRSF1
GRSF1 (англ. G-rich RNA sequence binding factor 1) – білок, який кодується однойменним геном, розташованим у людей на 4-й хромосомі. Довжина поліпептидного ланцюга білка становить 480 амінокислот, а молекулярна маса — 53 126.
| 10         |  | 20         |  | 30         |  | 40         |  | 50         |
| ---------- |  | ---------- |  | ---------- |  | ---------- |  | ---------- |
| MAGTRWVLGA |  | LLRGCGCNCS |  | SCRRTGAACL |  | PFYSAAGSIP |  | SGVSGRRRLL |
| LLLGAAAAAA |  | SQTRGLQTGP |  | VPPGRLAGPP |  | AVATSAAAAA |  | AASYSALRAS |
| LLPQSLAAAA |  | AVPTRSYSQE |  | SKTTYLEDLP |  | PPPEYELAPS |  | KLEEEVDDVF |
| LIRAQGLPWS |  | CTMEDVLNFF |  | SDCRIRNGEN |  | GIHFLLNRDG |  | KRRGDALIEM |
| ESEQDVQKAL |  | EKHRMYMGQR |  | YVEVYEINNE |  | DVDALMKSLQ |  | VKSSPVVNDG |
| VVRLRGLPYS |  | CNEKDIVDFF |  | AGLNIVDITF |  | VMDYRGRRKT |  | GEAYVQFEEP |
| EMANQALLKH |  | REEIGNRYIE |  | IFPSRRNEVR |  | THVGSYKGKK |  | IASFPTAKYI |
| TEPEMVFEEH |  | EVNEDIQPMT |  | AFESEKEIEL |  | PKEVPEKLPE |  | AADFGTTSSL |
| HFVHMRGLPF |  | QANAQDIINF |  | FAPLKPVRIT |  | MEYSSSGKAT |  | GEADVHFETH |
| EDAVAAMLKD |  | RSHVHHRYIE |  | LFLNSCPKGK |  |            |  |            |

A: Аланін

C: Цистеїн

D: Аспарагінова кислота

E: Глутамінова кислота

F: Фенілаланін

G: Гліцин

H: Гістидин

I: Ізолейцин

K: Лізин

L: Лейцин

M: Метіонін

N: Аспарагін

P: Пролін

Q: Глутамін

R: Аргінін

S: Серин

T: Треонін

V: Валін

W: Триптофан

Кодований геном білок за функцією належить до фосфопротеїнів. 
Задіяний у таких біологічних процесах, як процесинг мРНК, процесинг тРНК, альтернативний сплайсинг. 
Білок має сайт для зв'язування з РНК. 
Локалізований у цитоплазмі, мітохондрії, мітохондріальному нуклеоїді.